# Assassinat de juges de la Cour suprême iranienne de 2025
L'assassinat de juges de la Cour suprême iranienne de 2025 survient le 18 janvier 2025 lorsqu'une attaque a lieu à la Cour suprême d'Iran, située dans l'enceinte du Palais de justice de Téhéran (en). Les premiers rapports indiquent que la fusillade se produit lorsqu'un homme armé d'un couteau entre, agressant un garde du corps avant de s'emparer de son arme de poing et d'ouvrir le feu. Deux hauts magistrats cadi (juges de la charia), Ali Razini (fa) et Mohammad Moghiseh (fa), sont tués par balle dans leurs bureaux. Un troisième juge survit à ses blessures,.
Les juges ont jugé des cas d'étudiants manifestants, d'artistes, d'intellectuels et de militants lors de procès sans jury et ont joué un rôle dans les exécutions de prisonniers politiques iraniens en 1988.
L'agresseur se suicide peu après la fusillade, avant de pouvoir être appréhendé. Aucun mobile potentiel n'est révélé.